# Душица сирийская
Души́ца сири́йская (лат. Origánum syriácum) — многолетнее травянистое растение рода Душица (Origanum) семейства Яснотковые (Lamiaceae).

## Ботаническое описание
Достигает высоты 1 м.
Цветки небольшие, белые или бледно-розовые.

## Распространение
Ареал вида находится в восточном Средиземноморье и включает: Кипр, Египет, Израиль, Иорданию, Ливан, Сирию и Турцию.

## Хозяйственное значение и применение
Сирийская душица является основным компонентом ближневосточной пряной смеси под названием заатар (араб. زَعْتَر‎); само растение в этом регионе также часто называют этим словом.

## Классификация

### Подвиды
Выделяют 2 подвида.
- Origanum syriacum subsp. bevanii (Holmes) Greuter & Burdet
- Origanum syriacum subsp. sinaicum (Boiss.) Greuter & Burdet

### Синонимы
По данным The Plant List на 2013 год, в синонимику вида входят:
- Majorana crassa Moench
- Majorana crassifolia Benth.
- Majorana scutellifolia Stokes
- Majorana syriaca (L.) Raf.
- Origanum maru L.
- Origanum syriacum subsp. syriacum
- Origanum vestitum E.D.Clarke
- Schizocalyx syriacus (L.) Scheele
- Zatarendia egyptiaca Raf.